# Kardynałowie z nominacji Celestyna V
Papież Celestyn V (1294) w ciągu swego krótkiego pontyfikatu mianował 13 nowych kardynałów na dwóch konsystorzach:

## Konsystorz 18 września 1294
1. Simon de Beaulieu, arcybiskup Bourges – kardynał biskup Palestriny, zm. 18 sierpnia 1297
2. Bérard de Got, arcybiskup Lyonu – kardynał biskup Albano, zm. 27 czerwca 1297
3. Tommaso d’Ocra OCel, kamerling Świętego Kościoła Rzymskiego – kardynał prezbiter S. Cecilia, zm. 29 maja 1300
4. Jean Le Moine, biskup elekt Arras – kardynał prezbiter Ss. Marcellino e Pietro, zm. 22 sierpnia 1313
5. Pietro d'Aquila OSB, biskup elekt Valva-Sulmona – kardynał prezbiter S. Croce in Gerusalemme, zm. 3 czerwca 1298
6. Guillaume Ferrier – kardynał prezbiter S. Clemente, zm. 7 września 1295
7. Nicolas l'Aide de Nonancourt – kardynał prezbiter S. Lorenzo in Damaso (tytuł nadany w 1295), zm. 23 września 1299
8. Robert de Pontigny OCist, opat Citeaux i generał zakonu cystersów – kardynał prezbiter S. Pudenziana (tytuł nadany w 1295), zm. 9 października 1305
9. Simon de La Charite OSBClun, przeor La Charité-sur-Loire – kardynał prezbiter S. Balbina (tytuł nadany w 1295), zm. 1296
10. Francesco Ronci OCel, przeor S. Spirito a Majella i generał zakonu celestynów – kardynał prezbiter S. Lorenzo in Damaso, zm. 13 października 1294
11. Landolfo Brancaccio – kardynał diakon S. Angelo in Pescheria, zm. 29 października 1312
12. Guglielmo de Longhi, kanclerz króla Neapolu Karola II – kardynał diakon S. Nicola in Carcere Tulliano, zm. 9 września 1319

## Konsystorz 28 października 1294
1. Giovanni Castrocoeli OSB, arcybiskup Benewentu i wicekanclerz św. Kościoła Rzymskiego – kardynał prezbiter S. Vitale, zm. 22 lutego 1295